# Miguel María de Aguirre
Miguel María de Aguirre (Santa Cruz de la Sierra; 29 de septiembre de 1798- Cochabamba; 23 de mayo de 1873) fue un economista, diputado y político boliviano. Fue también ministro de hacienda de Bolivia en cinco oportunidades, durante las gestiones de los presidentes Antonio José de Sucre, José Miguel de Velasco, José Ballivián Segurola, Jorge Córdova y José María Achá.

## Biografía
Hizo sus estudios primarios y secundarios en su ciudad natal. Empezó su vida política el año 1826 cuando fue elegido diputado en el congreso constituyente.
Luego del Congreso Constituyente, Aguirre fue posesionado en el cargo de ministro de hacienda por el mariscal y presidente de Bolivia Antonio José de Sucre. En 1828 participó también como miembro boliviano en la firma del Tratado de Piquiza de ese año.

## Vida política
Durante el gobierno del presidente José Miguel de Velasco fue posesionando nuevamente como ministro de Hacienda de Bolivia. Años después y una vez instalado en el poder el presidente José Ballivián Segurola, lo nombra nuevamente como ministro de hacienda, cargo que ocupa desde 1844 hasta 1847. Pasaron 8 años, y Aguirre fue convocado al gobierno para ser posesionado otra vez como ministro de hacienda por el presidente Jorge Córdova, el 17 de agosto de 1855. Ocupó el cargo ministerial hasta la caída de Córdova en septiembre de 1857.
Cuatro años después, en mayo de 1861, fue convocado una vez más para ocupar el Ministerio de Hacienda, esta vez durante el gobierno del presidente José María Achá, siendo este ministerio uno de sus últimos cargos públicos que ocuparía hasta 1864.
Después del golpe de Estado de diciembre de 1864 que dio el coronel Mariano Melgarejo al presidente José María Achá, Aguirre se retira a la vida privada, luego de haber estado por 38 años (1826-1864) en la vida pública. Miguel María Aguirre fue uno de los personajes políticos bolivianos que vivió la transición que culminó con la Independencia de Bolivia, y que fue protagonista durante amplios periodos.
Aguirre desempeño funciones públicas y fue depositario de la confianza de diferentes gobiernos de diferentes lógicas políticas y partidarias. Durante toda su vida, Aguirre fue un ferviente defensor de la autonomía municipal, ya que durante sus gestiones como ministro de hacienda logró descentralizar los fondos municipales del presupuesto nacional y con ello independizó las comunas bolivianas. Durante su vejez y antes de su muerte, dejó muy avanzado su libro titulado: Bosquejo Histórico de Bolivia.
Después de 9 años de su retiro, Miguel María de Aguirre falleció en la ciudad de Cochabamba el año 1873, pocos meses antes de cumplir los 75 años de edad. Fue padre del famoso literato y poeta boliviano Nataniel Aguirre.

## Obra
La labor de gestión y diplomática de Aguirre es muy extensa, entre algunos documentos que reflejan la misma se encuentran:
- Límites orientales i australes de la República Boliviana
- Apuntes financiales para Bolivia; opúsculo dedicado al Sr. Dr. D. Miguel Maria de Aguirre
- Á mis compatriotas
- Apéndice al folleto del Dr. José María Santivañez sobre venta de tierras de orijinarios
- Ajuste de Piquiza en 1828
- Inoportuna aplicación del sistema federal
- Conversión de la moneda feble: informe de la Comisión de Cochabamba
- Arancel boliviano
- Discurso pronunciado en las instalaciones de la Sociedad de la "Unión Americana" de Cochabamba el día 5 de mayo de 1863 por su presidente el ciudadano Dr. Dn. Miguel María de Aguirre
- El empréstito y las opiniones de un ciudadano

## Homenajes
Una plaqueta en su honor se halla en el Cementerio General de Cochabamba del que fue promotor y donde está enterrado.